# グレゴリー・H・ウィリアムズ
グレゴリー・H・ウィリアムズ（英語: Gregory Howard Williams、1943年11月 - 2025年8月12日）はアメリカ合衆国の法学者、法定代理人、ロースクール教授および作家である。2009年から2012年にはシンシナティ大学の第27代学長を、2001年から2009年にはニューヨーク市立大学シティカレッジの第11代学長を務めた。

## 経歴
1943年11月、マンシー生まれた。ジョージ・ワシントン大学で博士号を取得。
2025年8月12日、ニューヨーク州ヴァルハラの病院で死去。81歳没。